# Enicospilus phaolus
Enicospilus phaolus là một loài tò vò trong họ Ichneumonidae.